# Nikola Janjić
Nikola Janjić (cirílico serbio: Никола Јањић; Nikšić, 14 de julio de 2002) es un futbolista montenegrino que juega como centrocampista en el F. K. Sutjeska Nikšić de la Primera División de Montenegro.

## Trayectoria

### N. K. Osijek
Firma un contrato de cuatro años con el N. K. Osijek en enero de 2022. Se incorpora a su nuevo equipo al término de la temporada 2021-22 de la Primera División de Montenegro, cuando jugaba en el F. K. Sutjeska Nikšić.

## Selección nacional
Fue convocado en las selecciones nacionales de Montenegro sub-16, Montenegro sub-17, Montenegro sub-18, Montenegro sub-19 y Montenegro sub-21 antes de formar parte de la selección absoluta de Montenegro, y debutar como suplente en un partido amistoso contra Grecia.

## Estadísticas

### Clubes
Actualizado al último partido disputado el 1 de octubre de 2022.
| Club                               | Div.          | Temporada     | Liga  | Liga  | Copas nacionales | Copas nacionales | Copas internacionales | Copas internacionales | Total | Total |
| Club                               | Div.          | Temporada     | Part. | Goles | Part.            | Goles            | Part.                 | Goles                 | Part. | Goles |
| ---------------------------------- | ------------- | ------------- | ----- | ----- | ---------------- | ---------------- | --------------------- | --------------------- | ----- | ----- |
| F. K. Sutjeska Nikšić · Montenegro | 1.ª           | 2019-20       | 8     | 0     | 0                | 0                | —                     | —                     | 8     | 0     |
| F. K. Sutjeska Nikšić · Montenegro | 1.ª           | 2020-21       | 25    | 5     | 0                | 0                | —                     | —                     | 25    | 5     |
| F. K. Sutjeska Nikšić · Montenegro | 1.ª           | 2021-22       | 30    | 6     | 3                | 0                | 4                     | 1                     | 37    | 8     |
| F. K. Sutjeska Nikšić · Montenegro | Total club    | Total club    | 63    | 11    | 3                | 0                | 4                     | 1                     | 70    | 12    |
| N. K. Osijek · Croacia             | 1.ª           | 2022-23       | 3     | 0     | 0                | 0                | 1                     | 0                     | 4     | 0     |
| N. K. Osijek · Croacia             | Total club    | Total club    | 3     | 0     | 0                | 0                | 1                     | 0                     | 4     | 0     |
| Total carrera                      | Total carrera | Total carrera | 66    | 11    | 3                | 0                | 5                     | 1                     | 74    | 12    |